# Lom (vattendrag i Bulgarien, Montana, lat 43,83, long 23,25)
Lom (bulgariska: Лом) är ett vattendrag i Bulgarien.   Det ligger i regionen Montana, i den nordvästra delen av landet, 130 km norr om huvudstaden Sofia. Lom som börjar på Balkanbergen är en biflod från höger till Donau och förenar sig med Donau vid staden Lom, nedanför Vidin.